# 로쿠메이칸

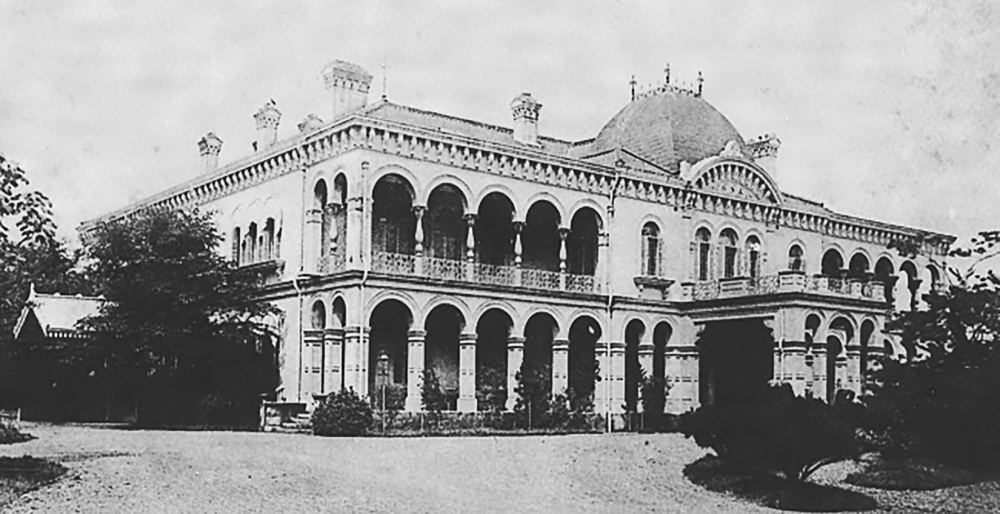
준공 당시 로쿠메이칸

로쿠메이칸(록명관, 일본어: 鹿鳴館)은 외빈이나 외교관을 접대하고 숙박하게 하고자 일본 제국(大日本帝國) 메이지 행정부가 1883년 도쿄에 2층 규모로 건축한 사교장이다. 당시 궁극의 목표인 유럽화 정책을 상징하는 존재이기도 하다. 로쿠메이칸을 중심으로 한 외교 정책을 로쿠메이칸 외교(鹿鳴館外交)라고도 부른다. 외무대신 이노우에 가오루(井上馨)가 외빈을 배려한 저택으로 영국인 건축가 조시아 콘도르(Josiah Conder)에게 의뢰해 설계했다. 로쿠메이칸이 존속된 시기는 짧았지만, 당시 일본의 많은 상류층에게는 연회와 무도회로써 서양 문화를 처음 접하는 계기가 되었다.

## 역사

### 배경
외무경(外務卿) 이노우에 가오루가 계획을 추진한다. 당시 일본 제국의 외교상 과제는 불평등조약 개정 교섭으로 특히 외국인을 대상으로 한 치외법권의 철폐였지만, 당시 일본에 거주하는 외국인들 중 상당수는 몇 년 전까지 시행되던 책형(磔刑)이나 참형(斬刑)을 실제로 목격해, 외국 행정부는 자국민이 근대 이전 시대의 색채를 벗어나지 못하고 잔혹한 형벌에 처해지는 사태를 우려해 치외법권 철폐를 강경히 반대했으므로, 이노우에 가오루는 일본의 유럽화를 추진하여 유럽식 사교 시설을 건설해 외국 사절을 접대하여 일본이 문명국이라는 사실을 만방에 알려야 한다고 판단했다.

### 건축
이 때까지는 외빈을 영접하고자 따로 잘 지은 저택으로서 준비된 건물은 없었고 1870년 급히 개수한 하마리큐 은사정원(浜離宮)의 연료관(延遼館)이나 미타(三田)의 하치스카(蜂須賀) 저택을 활용했다. 로쿠메이칸을 건축할 대지는 우치야마시타쵸(内山下町)의 구(舊) 사쓰마번(薩摩藩) 쇼조쿠야시키(装束屋敷)로 정해져서 1880년 착수해 1883년 7월에 완공하였다. 당초 예산은 100,000엔이었지만, 건설 중에 건물 규모 확장으로 말미암아 예산이 180,000엔으로 확대되었다. 대일본제국 행정부의 외국인 초빙사인 조시아 콘도르가 설계를 담당하였고 시공은 도보쿠요타쓰구미(土木用達組)가 맡았다. 콘도르는 프렌치 르네상스[French Renaissance] 양식과 맨사드 루프[Mansard roof]로 건물을 설계했고 기둥과 아치형 현관도 적용했다. 설계에 일본의 양식이 포함되길 희망했지만 거부되고 단지 정원만이 일본식으로 정비되었다. 벽석조(壁石造) 2층 건물로 1층에는 대식당, 담화실, 서적실이 있었고 2층에 있는 무도장은 100평 정도의 홀로 되어 있었으며, 스탠드바(bar)와 당구대도 설치됐다.

### 로쿠메이칸 시대

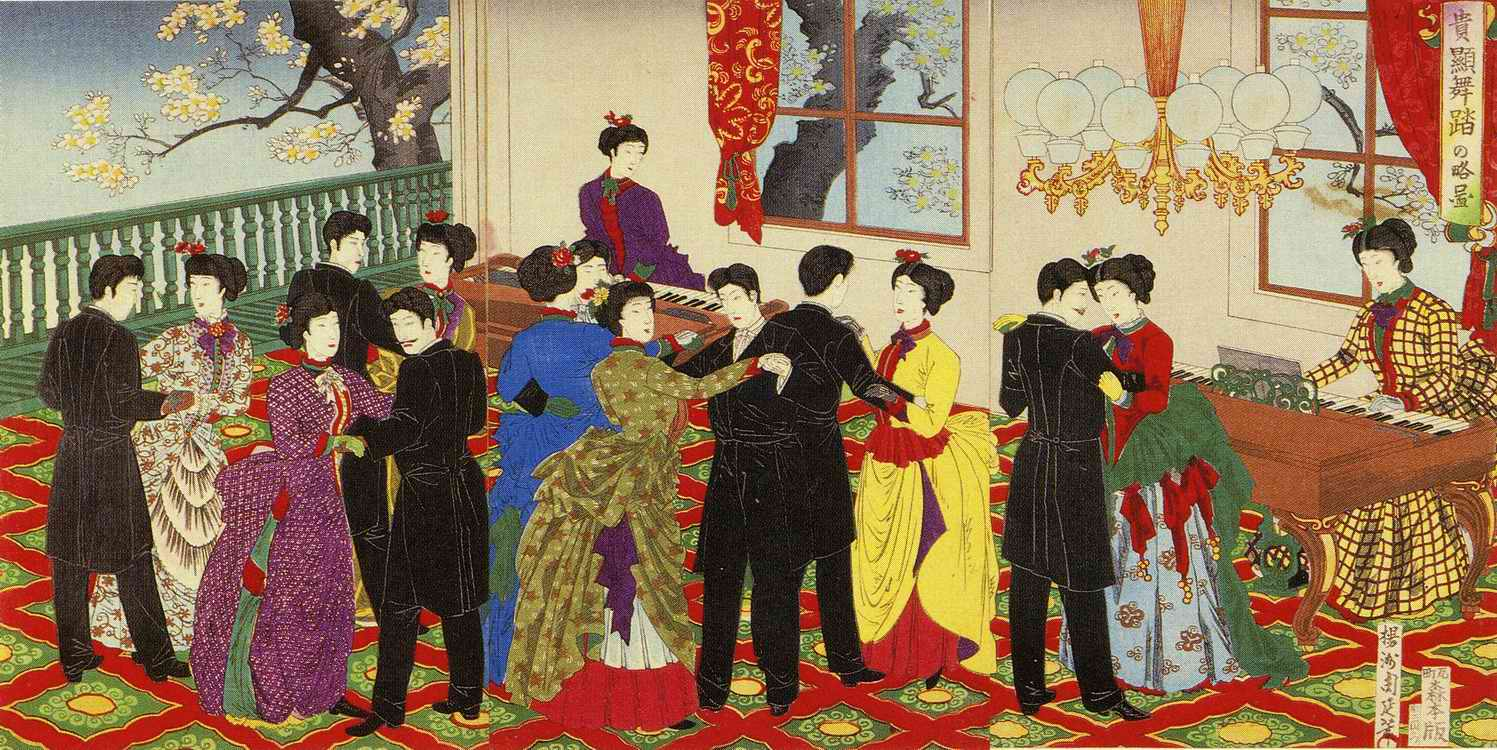
로쿠메이칸의 무도회를 묘사한 우키요에

로쿠메이칸이 지어진 1883년에서 1890년까지 7년 남짓이 소위 로쿠메이칸 시대이다. 1883년 11월 28일 1200여 명을 초대해 완공 축하연을 열였다. '로쿠메이'(鹿鳴)는 『시경』(詩經)의 「녹명의 시」에서 유래해 접객을 뜻하는 말로서 외교관이자 정치가인 나가이 히로시(中井櫻洲)가 명명했다. 축하연 당일은 이노우에 가오루의 생일이었다. 로쿠메이칸에서는 외빈을 접대할 뿐만 아니라 천장절(天長節)을 축하하는 행사를 비롯해 많은 행사가 개최됐듯이 야회(夜会), 무도회, 고관 부인이 주최한 자선사업이 이목을 끈 유럽화 정책을 비판하는 국수주의자들은 사치스럽고 음란하고 퇴폐스러운 행사라고 비난했다. 당시에 대일본제국 행정부의 고관이나 그 부인이라도 대부분이 유럽식 무도회 예절을 알 방법이 없는 탓에 시행착오를 많이 겪었다. 서구의 외교관도 로쿠메이칸 덕분에 무도회는 즐기면서도 서류나 일기에는 이런 일본인을 흉을 보며 웃었다. 춤출 일본인 여성이 많지 않았으므로, 훈련받은 게이샤가 무도회에 동원됐던 실태를 풍자하는 그림을, 만화를 전문으로 그리는 조르쥬 페르디난드 비고(Georges Ferdinand Bigot)가 그렸고 구제고등여학교 학생을 무도회에 동원하기도 했다. 이노우에 가오루의 로쿠메이칸 외교를 향한 비난은 점차 커져 갔고 외국인 판사 임용을 비롯한 조약 개정안이 알려지면서 반대하는 여론이 높아졌다. 이노우에 가오루가 1887년 4월 9일 외무대신을 사임하면서 로쿠메이칸 시대도 막을 내렸다. 로쿠메이칸에서는 이후에도 몇 년간은 천장절 야회가 개최되었다.

### 몰락
1890년 7월 로쿠메이칸 인근에 데이코쿠 호텔(帝国ホテル)이 개업한 탓에 외국인 방문객이 숙박하는 시설로서 로쿠메이칸을 이용할 가치가 사라졌다. 그 해, 건물이 궁내성에 매각되어 화족회관(華族会館)으로 일부를 사용했다. 1894년 6월 20일 메이지도쿄지진(明治東京地震) 이후, 토지와 건물이 화족회관에 매각됐다. 1927년 쵸헤이생명보험(徴兵生命保険) 매각되고서도 보존됐지만, 1940년에 철거된 계단과 벽지는 도쿄대학 공학부 건축학과에서 보존됐고 당시 매각된 샹들리에가 에도가와구(江戸川区)의 토묘지(灯明寺)에 남아 있다. 로쿠메이칸의 멸실을 주제로 11월 8일 도꾜니치니치신분(東京日日新聞)에 〈메이지의 애석(明治の哀惜)〉이라는 제호로 기고한 건축가 다니구치 요시로(谷口吉郎)는 이후에 박물관인 메이지무라(博物館明治村) 설립에 있는 힘을 다해 초대 관장을 역임했다. 로쿠메이칸의 정문으로 사용된 구(舊) 사츠마한(薩摩藩) 저택의 구로몬(黒門)은 국보로 지정됐지만, 1945년 미군의 공습으로 소실되었다.

## 관련 작품
소설
- 아쿠타가와 류노스케(芥川龍之介), 《무도회》(舞踏会)
- 야마다 후타로(山田風太), 《에도의 무도회》(エドの舞踏会)

희곡
- 미시마 유키오(三島由紀夫), 《로쿠메이칸》(鹿鳴館)

드라마
- 《아내들의 로쿠메이칸》(妻たちの鹿鳴館), TBS, 1988년 : 원작 야마다 후타로의 《에도의 무도회》
- 《로쿠메이칸》(鹿鳴館), TV 아사히, 2008년 : 원작 미시마 유키오의 《로쿠메이칸》

## 같이 보기
- 이노우에 가오루
- 데이코쿠 호텔